# Statut von Westminster (1275)
Das Statut von Westminster von 1275, auch bekannt als Statut von Westminster I, kodifizierte das bestehende Recht in England in 51 Kapiteln.

## Geschichte
Das Statut von Westminster war eines von zwei englischen Statuten, die größtenteils von Robert Burnell verfasst und während der Herrschaft von Eduard I. verabschiedet wurden. Wesentliche Teile wurden mit den Statute Law Revision Acts ab 1861 aufgehoben. Nur Kapitel 5 (das freie Wahlen vorschreibt) ist im Vereinigten Königreich noch in Kraft, während ein Teil von Kapitel 1 in Neuseeland in Kraft ist. In Irland wurde es 1983 aufgehoben.